# Fab Four Suture
Pour les articles homonymes, voir Suture.
Fab Four Suture est un album de Stereolab, sorti au Royaume-Uni le 6 mars 2006 et aux États-Unis le 7 mars. Il rassemble six singles et leurs faces B, sortis à l’origine sur vinyle 7 pouces en 2005 et 2006.

## Singles collectés surFab Four Suture
Sorti le 12 septembre 2005 (Royaume-Uni), en trois singles 7" :
- Kybernetická Babička - ("Kyberneticka Babicka, Pt. 1", "Kyberneticka Babicka, Pt. 2")
- Plastic Mile - ("Plastic Mile", "I Was a Sunny Rainphase")
- Interlock - ("Interlock", "Visionary Road Maps")

Sorti le 6 mars 2006 (Royaume-Uni), en trois singles 7" :
- Whisper Pitch - ("Whisper Pitch", "Widow Weirdo")
- Excursions Into - ("Excursions Into 'oh, a-oh'", "Get a Shot of the Refrigerator")
- Eye Of The Volcano - ("Eye Of The Volcano", "Vodiak")

## Liste des titres
1. "Kyberneticka Babicka Pt 1." – 4:31
2. "Interlock" – 4:10
3. "Eye of the Volcano" – 4:16
4. "Plastic Mile" – 5:11
5. ""Get a Shot of the Refrigerator"" – 4:23
6. "Visionary Road Maps" – 3:35
7. "Vodiak" – 3:19
8. "Whisper Pitch" – 3:55
9. "Excursions Into "oh, a-oh"" – 5:27
10. "I Was a Sunny Rainphase" – 3:27
11. "Widow Weirdo" – 4:31
12. "Kyberneticka Babicka Pt 2." – 4:56

## Sources
- « Discography » [archive du 6 mai 2007], sur Stereolab Official Site, Stereolab (consulté le 4 mai 2007)
- « fab four suture » [archive du 12 mars 2007], sur Stereolab Official Site, Stereolab (consulté le 3 mai 2007)